# Facultatea de Jurnalism și Științele Comunicării a Universității din București
Facultatea de Jurnalism și Științele Comunicării este o facultate din cadrul Universității din București. Este prima facultate de jurnalism înființată după 1989, fondată de Mihai Coman, este recunoscută pe plan național și internațional drept un spațiu al formării profesionale la cele mai înalte standarde.
Facultatea are programe de studiu acreditate de către ARACIS (Agentia Română de Asigurare a Calității în învățământul Superior) și oferă posibilitatea formării profesionale pentru mass-media (radio, televiziune, presa scrisă, presa de agenție, jurnalism online), în relatii publice și publicitate.

## Istoric
Este singura facultate care oferă un program de studii integral în domeniul Științelor Comunicării. Începând din anul universitar 2005/2006, studiile de licență durează trei ani, cele de masterat doi ani și cele de doctorat trei ani aliniindu-se, la sistemul european de învățămînt superior de tip LMD (licență – masterat - doctorat).
F.J.S.C. este președintele Asociației Școlilor de Jurnalism din Europa de Est și Centrală, membru asociat al Asociației Europene de Formare în Jurnalism (EJTA) cu sediul în Maastricht, al Rețelei Școlilor Francofone de Jurnalism “Theophraste Renaudot”, al Centrului European de Cercetări în Comunicarea de Masă al ORBICOM-UNESCO (rețeaua internațională a catedrelor de comunicare). Anual, studenți și profesori ai F.J.S.C. sunt cuprinși în programe europene de jurnalism sau programe de schimb de experiență universitară și jurnalistică cu țări din Europa de est și occidentală. Facultatea are relații academice și de cercetare cu instituții prestigioase din străinătate, cum ar fi: Ecole Supérieure de Journalisme din Lille, Université du Quebec din Montréal, Mid Sweden University din Suedia, Université de Grenoble din Franța, Université Paul Valéry-Montpellier din Franța, etc.
Facultatea de Jurnalism și Științele Comunicării  este prima facultate de jurnalism înființată după 1989, fiind recunoscută pe plan național și internațional drept un spațiu al formării profesionale, pentru domeniul științe ale comunicării, la cele mai înalte standarde. Facultatea are toate programele autorizate sau acreditate de către Agenția Română de Asigurare a Calității în Învățământul Superior (ARACIS) și oferă programe la nivel licență, masterat și doctorat în jurnalism, comunicare și relații publice, publicitate și științe ale comunicării.

## CREZUL FJSC
Facultatea de Jurnalism și Științele Comunicării își propune:
- Să prezinte studenților bazele comunicării de masă, tehnicile și exigențele morale ale jurnalismului, înțeles ca reflectarea curentă și rațională a evenimentelor, prin presa scrisă, audiovizuală sau online. FJSC oferă posibilitatea aprofundării cunoștințelor în domeniul comunicării de masă cu aplicații în sfera relațiilor publice și a publicității.
- Să îmbunătățească, în societatea noastră, gradul de înțelegere a caracteristicilor mass-media moderne și a mecanismelor comunicării publice, prin instruire, posibilități variate de studiu, conferințe, publicații proprii și alte mijloace.
- Să ofere studenților, profesorilor și personalului tehnic și administrativ un climat intelectual favorabil, să le creeze satisfacții profesionale, un climat de sprijin și cooperare, siguranță și colegialitate, care să încurajeze activitatea de cercetare și creație. Spațiul academic permite accesul la valorile majore ale culturii și, prin aceasta, șansa construcției intelectuale, a dezvoltării unei gândiri libere.
- Să contribuie la cultivarea onestității și a competenței în mass-media și comunicarea publică, prin promovarea profesionalismului, în dubla lui ipostază de sumă a deprinderilor tehnice și de ansamblu de valori etice.